# Geminidák

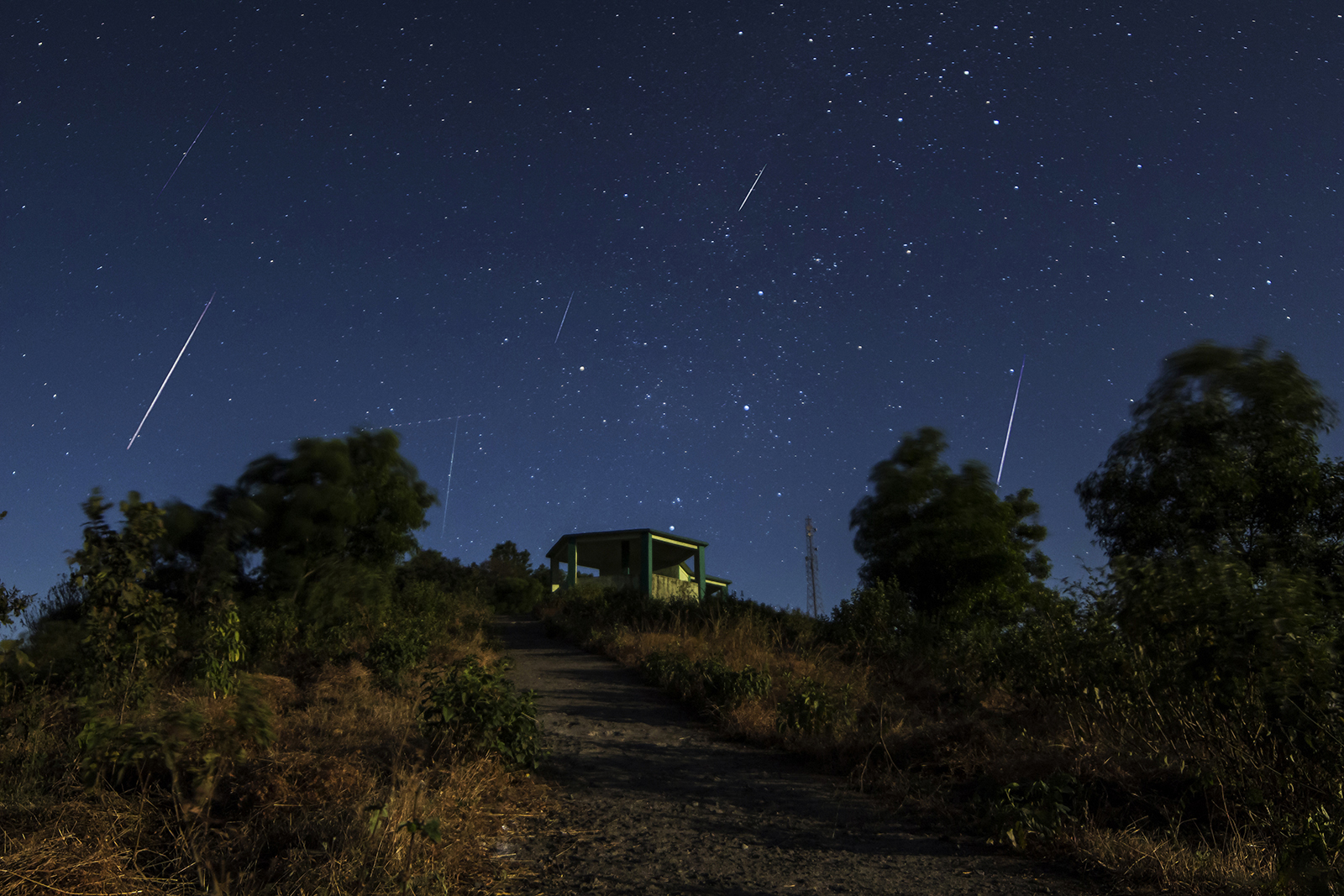
A Geminidák meteorraj

A Geminidák egy meteorraj, ami minden évben december elején jelenik meg. Fizikai forrásuk a 3200 Phaethon kisbolygó. A meteorok nagyjából kéthetes időtartamban láthatók, legnagyobb számban december 14-e körül, ilyenkor elvileg akár 120 meteor is látható egy óra alatt.
A Geminidák meteorraj a nevét a meteorrajoknál szokásos módon onnan kapta, hogy az Ikrek csillagkép (latinul: Gemini) felől látszanak kiindulni. A Föld légkörének felső rétegét 35 km/s sebességgel érik el (=126 000 km/h). Ez nagy értéknek tűnik, de valójában ez kisebb sebesség, mint más meteorrajoknál szokásos. A meteorok fényesebbek az átlagosnál.
Először 1862-es feljegyzésekben említik a Geminidákat. Ennek oka, hogy korábban a meteorraj útja még nem keresztezte a Föld keringési pályáját, így nem volt látható az égbolton.